# Pflanzetta

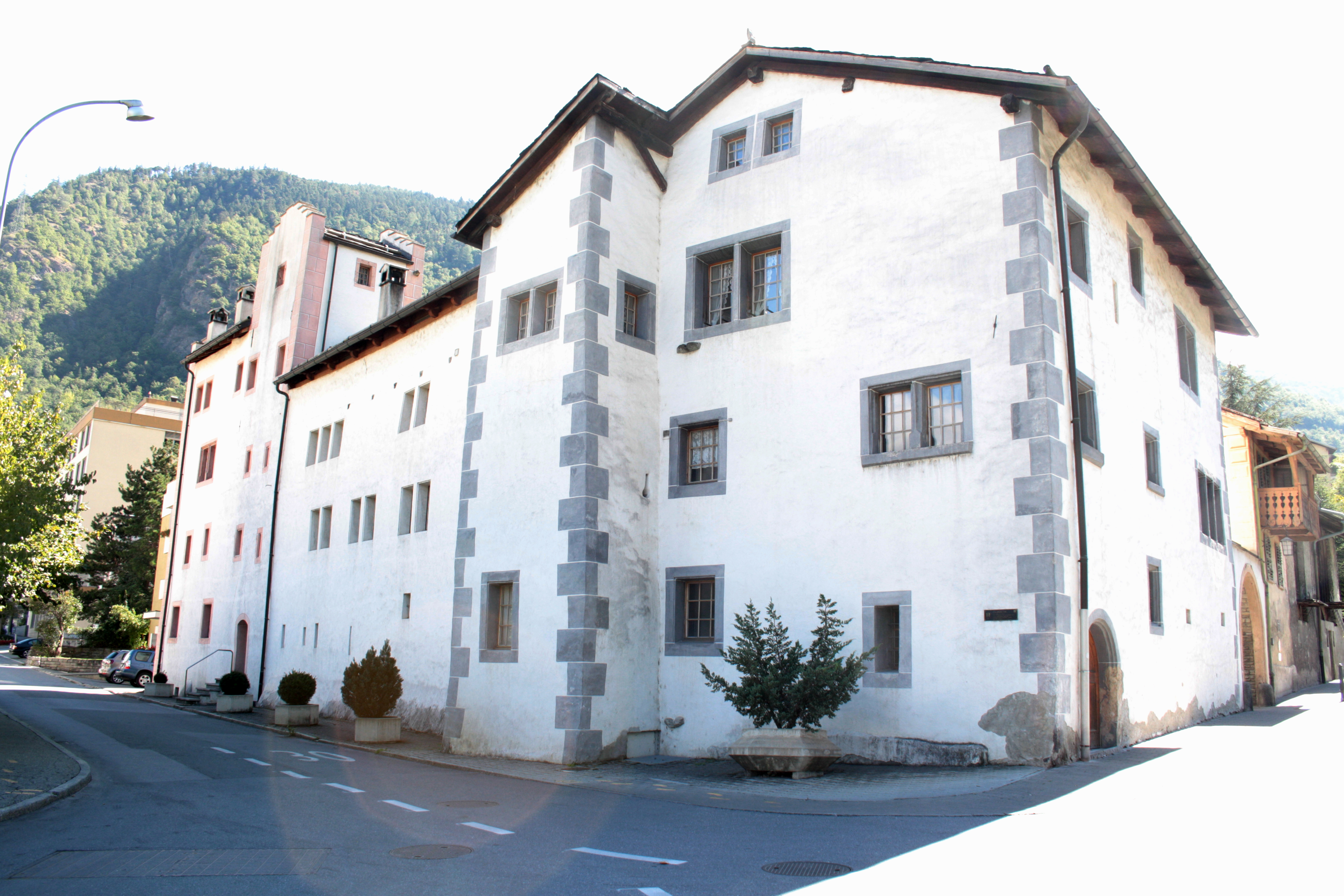
Pflanzetta Sicht aus Norden (2013).

Die Pflanzetta ist eine 1352 erbaute Suste in Visp, im Schweizer Kanton Wallis.
Der Gebäudekomplex gilt als regional schützenswertes Objekt der Kategorie B des Schweizer Denkmalschutzes und wird unter der KGS-Nr.: 07195 auf der Liste der Haager Konventionen zum Schutz von Kulturgut bei bewaffneten Konflikten geführt.

## Geschichte

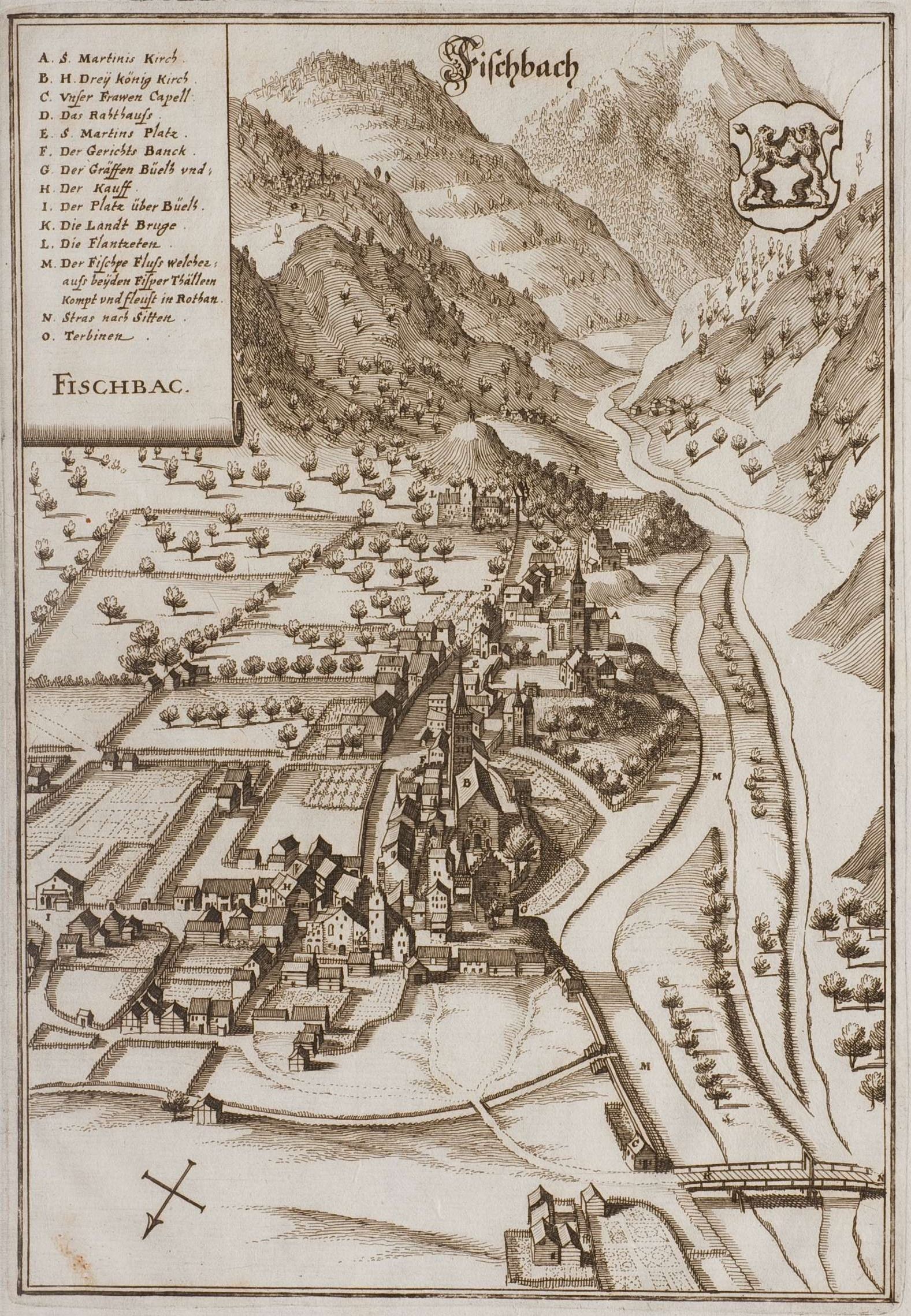
Merians Kupferstich Fischbach (Visp) im 17. Jahrhundert. Hinten mit L gekennzeichnet "Flantzeten"

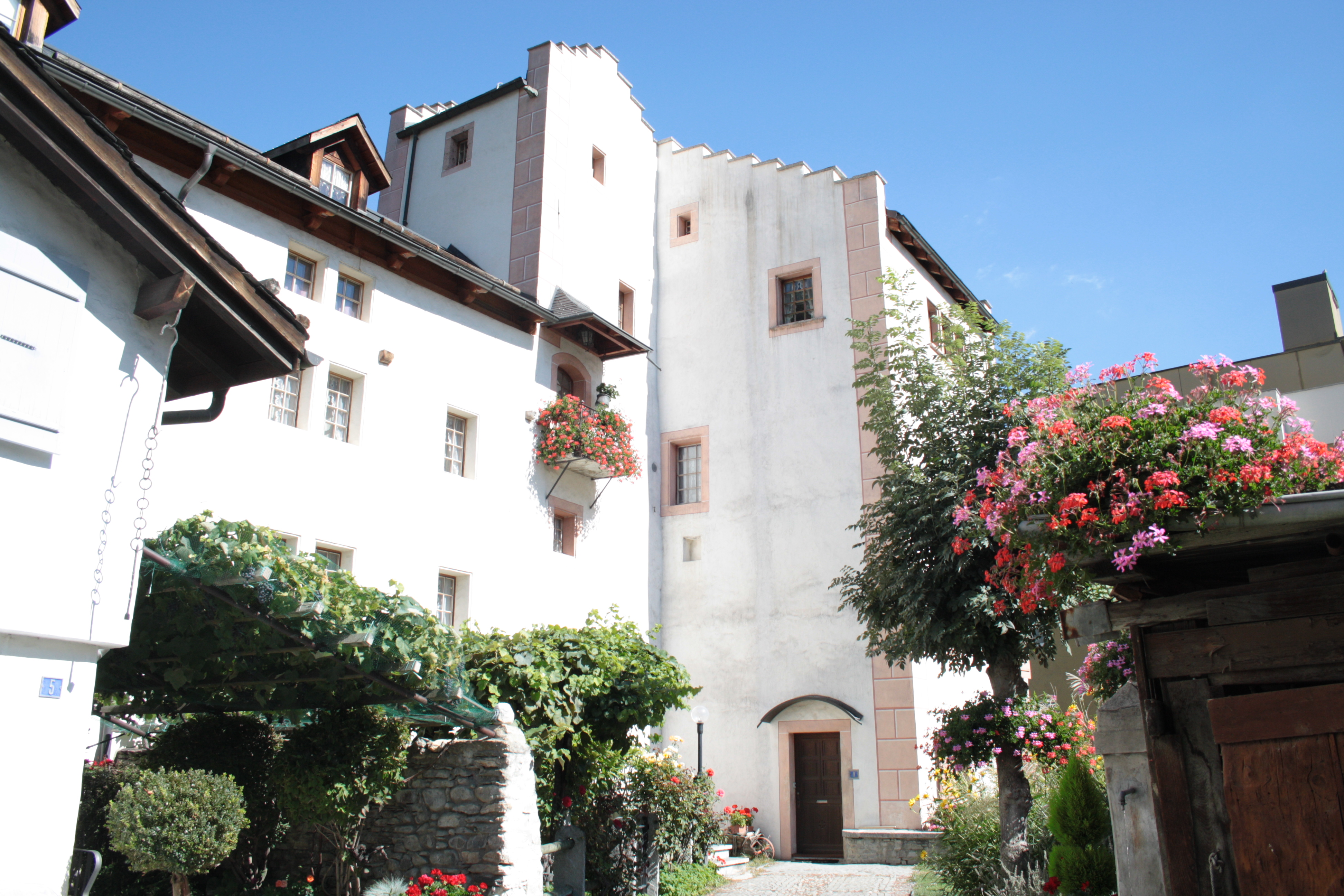
Innenhof. Sicht auf Wohnturm in der nordöstlichen Ecke

Die Herkunft des Namens ist unsicher. Einerseits könnte er für Wiesen- und Ackerland stehen, anderseits trat Pflanzetta mehrere Jahrhunderte lang auch als Familienname auf.
1351 wurde ein Vertrag zum Bau der Suste, welche ein bischöfliches Lehen der Platea bilden sollte, zwischen Johann de Platea und den Abgeordneten der Mailänder Handelsgesellschaften abgeschlossen. Im Gegenzug sollte der Erbauer der Suste einen Pfennig pro Warenballen, der das Gebiet von Visp in Richtung Frankreich oder Lombardei passierte, erheben dürfen.
Erbaut wurden die ersten Gebäude der Suste um 1352, an der damaligen Vispertalstrasse. An dieser herrschte im 14. Jahrhundert reger Saumverkehr übers Saastal mit dem Monte Moro Pass und dem Antronapass, sowie über Zermatt und den Theodulpass. Diese unentbehrlichen Verbindungen zwischen der Schweiz und Italien machten Visp zu einem wichtigen Umschlag- und Marktplatz. Der Ausbau des Saumweges über den Atronapass um das Jahr 1440 belegt die Wichtigkeit dieser Route.
Die Pflanzetta diente nebst dem Warenumschlag auch der Beherbergung Reisender.
Die benötigte Wasserversorgung wurde durch einen 30 m tiefen, von der Vispa gespiesenen Sodbrunnen sichergestellt.
Die Suste wechselte mehrfach die Besitzverhältnisse. Als prominente Besitzer seien Landeshauptmann Jodok Kalbermatter im 16. Jahrhundert, sowie Landeshauptmann und Säckelmeister Heinrich In-Albon und Landeshauptmann Arnold Blatter im 17. Jahrhundert genannt.
Im 17. Jahrhundert baute Kaspar Stockalper den Weg über Lyon, den Simplonpass und Mailand aus. Der neu gestalte Simplonpass mit einer Höhe von 2000 m galt nun attraktiver als der Weg durch das Saastal. Durch Napoleons Ausbau der Simplonstrasse im 18. Jahrhundert, wurde dieser Umstand weiter verschärft, und der Verkehr über die Saaser Pässe kam zum Erliegen.
Während der französischen Besetzung im 18. Jahrhundert erhielten Ordensleute einen temporären Wohnsitz in der Pflanzetta.
Über die Jahre zerfiel der Besitz der Gebäude in 16 Anteile.

## Aufbau
Der Gebäudekomplex, bestehend aus Wohnhaus und verschiedenen Nutzbauten, bildete einst den Mittelpunkt des Gutes. Rund herum standen Baumgärten und Wiesen.
An die Ost-West ausgerichteten Pflanzetastrasse grenzt der lange traufständige Trakt, der im Westen von einem giebelständigen Haus aus der zweiten Hälfte des 16. Jahrhunderts begrenzt wird. Im Osten bildet ein erhöhter Baukörper mit überstehendem Treppenturm den Abschluss. An der westlich vorbeiführenden St. Jodernstrasse, befinden sich Richtung Süden ein Hofeingang mit Torbogen, ein 3-stöckiges Wohnhaus, sowie Ställe und Scheunen.
Die Suste ist auch auf Matthäus Merians Kupferstich von Visp aus dem 17. Jahrhundert als "L = Flantzeten" gekennzeichnet. Stefan Berchtold vermutet, dass der dreistöckige Turm der aus dem 12. Jahrhundert stammt.

## Heute
Die Pflanzetta befindet sich an der heutigen St. Jodernstrasse 7 in Visp. Von Süden und Westen her, wird sie je von einer Strasse eingegrenzt.
Das Hauptgebäude wurde in den 1980er Jahren unter der Aufsicht der kantonalen Denkmalpflege restauriert und beherbergt mehrere Wohnungen. Nebengebäude und Nutzbauten stehen in unrenovierten Zustand zum Verkauf.
Der gemauerte Sodbrunnen im Innenhof ist nach wie vor zugeschüttet. Der Verein Iischers Visp (Walliserdeutsch für Unser Visp), welcher sich unter anderem dem Erhalt alter Bausubstanz verschrieben hat, führte 2001 Gespräche mit den Besitzern über die Restaurierung des Brunnens. Als Knackpunkt wurden damals die Finanzen angedeutet.
Der grosse Friedhof im Westen der Anlage existiert erst seit ungefähr 100 Jahren. Gallo-römische Funde wie die Bronzestatue le petite dieu de viege deuten aber darauf hin, dass dort bereits einen Prähistorischen Friedhof gab. Die Originalstatue kann in einem Genfer Museum besichtigt werden. Eine Kopie ziert einen Brunnen beim Bahnhof von Visp.